# Paul Narbonne
Paul Narbonne est un homme politique français né le 1er mars 1847 à Bize-Minervois (Aude) et mort le 26 octobre 1907 à Juvisy-sur-Orge (Seine-et-Oise).

## Biographie
Impliqué dans la Commune de Narbonne, il est acquitté en cours d'assises, après 7 mois de détention. Militant socialiste, il est conseiller général du canton de Narbonne de 1880 à 1886. Il est député socialiste de l'Aude de 1898 à 1902, puis directeur de l'office tunisien de colonisation.

## Source
- « Paul Narbonne », dans le Dictionnaire des parlementaires français (1889-1940), sous la direction de Jean Jolly, PUF, 1960 [détail de l’édition]